# Камбоджийцы во Франции
Камбоджийская община во Франции состоит в основном из кхмеров, бежавших из Камбоджи во время войны во Вьетнаме, хотя некоторые камбоджийцы прибыли во Францию ещё в те времена, когда Камбоджа находилась под французским протекторатом (1863—1953). Затем, когда после кампучийско-вьетнамской войны ситуация стабилизировалась, и страна открыла границы, в 1990-х годах камбоджийцы поехали во Францию в рамках воссоединения семей.
В камбоджийской общине во Франции ключевую роль играет буддизм, который является признаком национальной идентичности, в то время как способность говорить на кхмерском имеет гораздо меньшее значение. Хотя иммигранты-родители вскоре после прибытия организовали языковые школы для своих детей, многие дети не стали изучать кхмерский язык из-за трудностей в освоении кхмерской грамматики и базирующегося на санскрите кхмерского алфавита. Камбоджийцы во Франции, согласно статистическим данным, в целом старше, образованнее и богаче, чем камбоджийцы в США.
Хотя среди французских камбоджийцев наибольший процент составляют кхмеры, камбоджийцы китайского происхождения также представлены в большом количестве. Хотя в Камбодже межэтнические браки между китайцами и кхмерами были весьма распространены, и часто случаются и во Франции, китайцы предпочитают объединяться по языковому принципу, и держатся обособленно от прочих камбоджийцев. 
Небольшая группа камбоджийцев во Франции состоит из жён французских колонизаторов и детей французов от смешанных браков, репатриированных во Францию в 1955—1965 годах. Многие из них используют в качестве обиходного языка кхмерский, а не французский.